# Kup EU nacija u vaterpolu
Kup EU Nacija (eng. EU Nations Cup) je natjecanje za muške vaterpolske reprezentacije u Europi. 

## O natjecanju
EU Nations Cup se održava od 2014. godine. Na njemu sudjeluju reprezentacije koje se nalaze izvan 16 najjaćih reprezentacija Europe, te reprezentacija Južnoafričke Republike.
EU Nations Cup se može smatrati i nastavkom Europskog prvenstva B skupine, kao drugi stupanj europskih vaterpolskih natjecanja za reprezentacije. Natjecanje se nalazi u službenom kalendaru LEN-a.

## Dosadašnja izdanja
| Godina | Domaćin           | Sudionika | Prvi         | Drugi        | Treći     | Četvrti   |
| ------ | ----------------- | --------- | ------------ | ------------ | --------- | --------- |
| 2014.  | Limerick, Irska   | 8         | Malta        | Danska       | Irska     | Austrija  |
| 2015.  | Odense, Danska    | 8         | Južna Afrika | Danska       | Irska     | Švicarska |
| 2016.  | Malta             | 10        | Malta        | Južna Afrika | Švicarska | Austrija  |
| 2017.  | Szczecin, Poljska | 12        | Malta        | Južna Afrika | Engleska  | Poljska   |
| 2018.  | Prag, Češka       | 10        | Engleska     | Južna Afrika | Švicarska | Belgija   |

## Unutrašnje poveznice
- Europska vaterpolska prvenstva
- Europsko prvenstvo u vaterpolu – B skupina
- Europsko prvenstvo u vaterpolu – C skupina
- Europski kup u vaterpolu
- Razvojni trofej FINA-e u vaterpolu

## Vanjske poveznice
- (engl.) todor66.com, Men Water Polo Europe EU Nations Cup Archive